# Reichardia famarae
Espèce
Reichardia famarae est une plante à fleurs de la famille des Astéracées, endémique aux îles Canaries.

## Répartition
Reichardia faramae est endémique à Lanzarote et Fuerteventura. Il pousse sur les parois rocheuses verticales des falaises, principalement à Famara.

## Description
Plante herbacée pérenne à capitules jaunes solitaires, généralement haute de 15 cm. Ses feuilles en rosette basale sont charnues et dentées.